# Tatra 85
Tatra 85 byl střední terénní nákladní automobil se znakem náprav 6×4, vyráběný Závody Ringhoffer-Tatra a.s. v Kopřivnici. Vůz vznikl podle požadavku Československé armády, která jej využívala v provedení letecká cisterna a valník (dělostřelecký tahač). V menším množství vznikla varianta T85/91 se vznětovým motorem a trambusovou kabinou.

## Historie a varianty
Na základě objednávky MNO z roku 1935 zhotovil podnik Tatra prototyp šestikolového středního nákladního vozu Tatra 85. Vůz měl užitečnou hmotnost 3000 až 4000 kg a schopnost tažení přívěsu o hmotnosti 5000 kg. Československá armáda dodaný prototyp zkoušela od září 1935. Po kladném výsledku zkoušek armáda na jaře 1936 objednala 50 valníků Tatra 85. Do konce prosince 1936 obdržela 48 vozů, které měly sloužit jako nákladní, případně v roli dělostřeleckého tahače. Vozy byly opatřeny navijákem. Dva další valníky armáda dostala v červnu 1937. V letech 1937 a 1938 následovaly další objednávky, ale do mnichovské krize již nebyly naplněny.
Jeden podvozek z první série dostal cisternovou nástavbu pro přepravu paliva. Roku 1936 armáda objednala 168 těchto cisteren s označením letecká automobilová cisterna vz. 37, které všechny převzala. Umožňovaly přepravu 4400 litrů pohonných hmot, tj. benzínu, benzolu, lihu nebo jejich směsí (BiBoLi). Dopravu kapaliny zajišťovalo čerpadlo Wikov, měřicí a filtrační zařízení pocházelo od firmy Hejduk a Faix. Oproti valníkům cisterny neměly naviják. Cisternový vůz byl schopen tažení přívěsu o hmotnosti 7000 kg. V návaznosti Tatra vyvíjela vlečnou cisternu T110, s kapacitou 3000 litrů paliva. Byla vpředu opatřena dvoumístnou kabinou pro obsluhu. Její vývoj nebyl do roku 1938 ukončen a Československá armáda žádné T110 nepřevzala. 24 automobilových cisteren a stejný počet vlečných cisteren obdržela rumunská armáda na základě objednávky z roku 1937, vozy byly dodány počátkem 40. let. Po německé okupaci cisterny ukořistila německá armáda, posléze sloužily pod označením Kfz. 348 jako letecké autocisterny v řadách Luftwaffe, údajně v počtu 220 kusů.
Roku 1937 také vznikl prototyp chemického zásobovacího automobilu vz. 38 (CHZA vz. 38), který postavila Chema Lutín. Pro stavbu této verze Československá armáda roku 1938 objednala 54 podvozků Tatra 85, do mnichovské krize jich stihla převzít 40. Po instalování nástaveb měly tyto vozy sloužit k zásobování rozstřikovacích automobilů vz. 38 (RA vz. 38) bojovými otravnými látkami (zamořování) nebo asanačním roztokem (odmořování). Soupravy s vlečným vozem vz. 38 nesly označení CHZAVV vz. 38. Objednávka byla dokončena v listopadu 1939, soupravy předalo „Ministerstvo národní obrany v likvidaci“ německé armádě.
V roce 1939 vznikla varianta Tatra 85A, odlišující se především trambusovou kabinou. Vyráběla se do roku 1941. Další verzí byla Tatra 85/91, s šestiválcovým dieselovým motorem Tatra 91 a rovněž trambusovou kabinou. Roku 1939 vzniklo údajně 50 valníků a dva autobusy.
Celkem vzniklo údajně 416 vozů Tatra 85 a 52 vozů Tatra 85/91. Menší množství vozů, především jako podvozky, zakoupili civilní zákazníci, na kterých si nechali stavět vlastní nástavby (autobusy apod.)

## Dochované vozy
- Valník Tatra 85 v Muzeu nákladních automobilů Tatra
- Autobus Tatra 85/91, jeden ze dvou vyrobených. Vůz byl v roce 2015 zrekonstruován do pojízdného stavu z vraku nalezeného roku 1995, sloužícího jako včelín. Místo nedochovaného původního motoru je osazen čtyřválcem Zetor.[4]

## Galerie

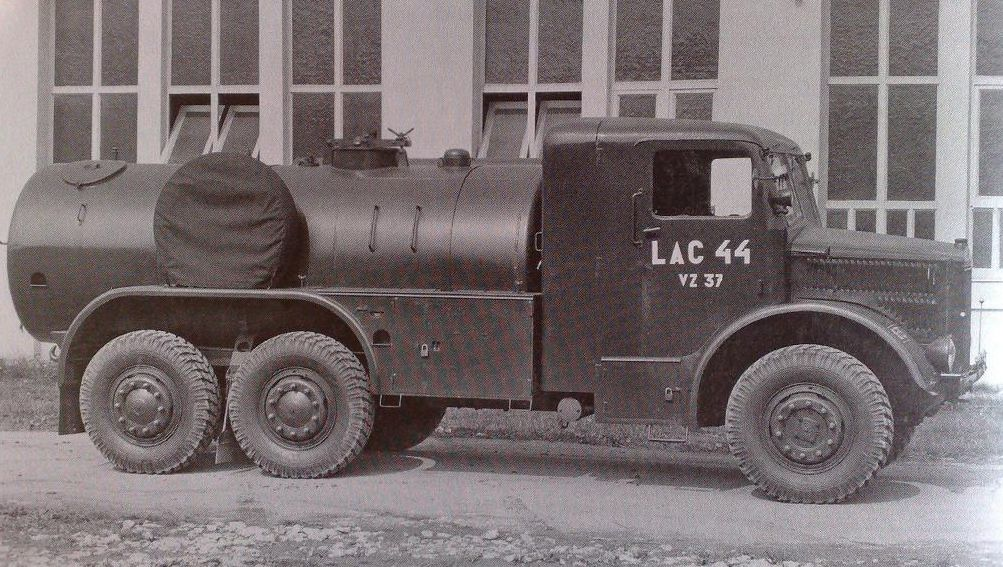
letecká automobilová cisterna vz. 37
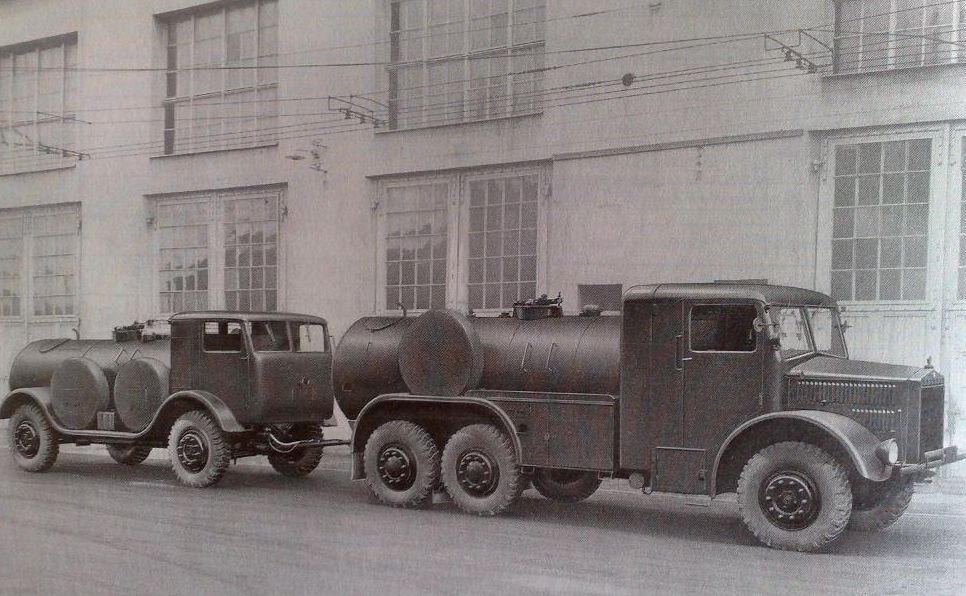
Cisterna Tatra 85 s vlekem T110
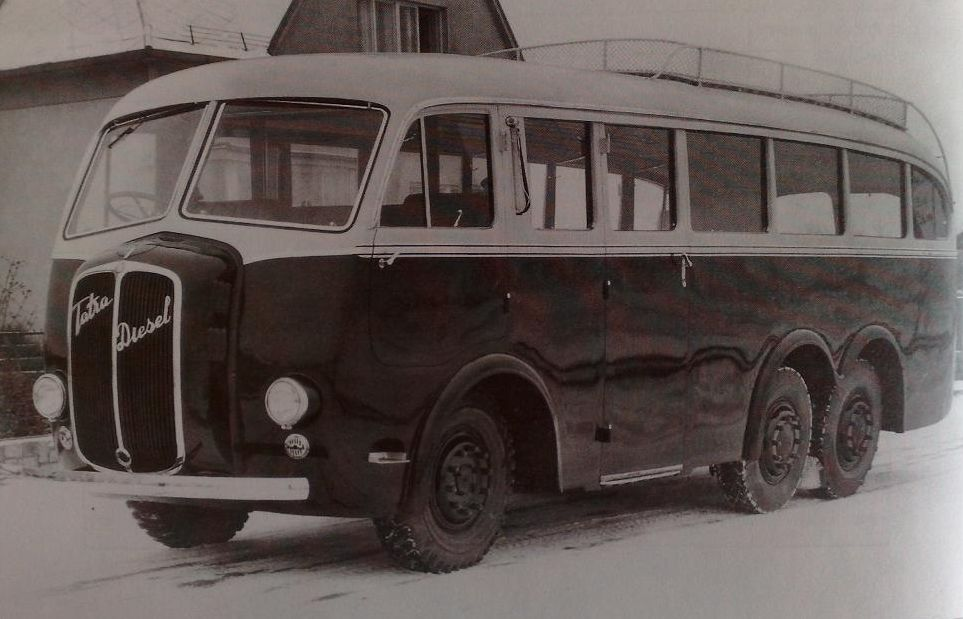
Autobus Tatra 85/91

## Technické údaje
- Druh vozidla: střední terénní nákladní automobil
- Hmotnost: 7700 kg
- Délka: 7,3 m
- Šířka: 2,35 m
- Výška: 2,60 m
- Motor: vodou chlazený čtyřválec OHV, obsah 8143 cm³
- Převodovka: 4 + 1 plus redukce
- Počet kol: 6
- Poháněné nápravy: obě zadní
- Maximální rychlost: 60 km/h
- Spotřeba paliva: 45–50 l/100 km
- Obsah palivové nádrže: 240 l